# Lucy in the Sky with Diamonds
"Lucy in the Sky with Diamonds" er en sang indspillet af det britiske rockband The Beatles og udgivet på albummet Sgt. Pepper's Lonely Hearts Club Band fra 1967. Sangen er krediteret Lennon/McCartney, men anses i hovedsagen at være skrevet af John Lennon.

## Baggrund og inspiration
John Lennon har fortalt, at hans inspiration til sangen kom, da hans tre-årige søn Julian viste ham en børneskoletegning, som han kaldte "Lucy – in the Sky with Diamonds", og som forestillede hans klassekammerat Lucy O'Donnell. Ringo Starr var til stede og sagde, at Julian først udtalte sangens titel, da han vendte hjem fra børnehave. Lennon sagde senere:
 Jeg syntes, det er smukt. Jeg skrev straks en sang om det.

Ifølge Lennon var teksten i vid udstrækning inspireret af den litterære stil i Lewis Carrolls roman Alice i Eventyrland. Lennon havde læst og beundret Carrolls værker, og titlen på Julians tegning mindede ham om dele af Anden Bog: "Bag Spejlet". Lennon huskede i et interview fra 1980:
 Det var Alice i båden. Hun køber et æg, og det bliver til Humpty-Dumpty. Kvinden, der tjener i butikken, bliver til et får, og det næste øjeblik ror de i en robåd et sted, og det var jeg ved at visualisere.

Paul McCartney huskede sangens sammensætning:
 Vi gjorde det hele som en Alice i Eventyrland-idé, idet vi var i en båd på floden ... En gang imellem brød den af, og du så Lucy på himlen med diamanter over hele himlen. Denne Lucy var Gud, den store skikkelse, den hvide kanin.

Han huskede senere, at han hjalp Lennon med at færdiggøre sangen i Lennons hjem i Kenwood, og hævdede specifikt, at han bidrog med teksterne "newspaper taxis" og "cellophane flowers". Lennons interview fra 1968 med magasinet Rolling Stone bekræftede McCartneys bidrag.
Lucy O'Donnell Vodden, som var gift med Ross Vodden og boede i Surbiton, Surrey, døde 28. september 2009 af komplikationer af lupus. Julian var blevet informeret om hendes sygdom og havde fornyet deres venskab før hendes død.

## Komposition
Det meste af "Lucy in the Sky with Diamonds" står i 3/4 takt, mens omkvædet står i 4/4 takt. I det originale mono-mix af sangen modulerer sangen mellem tonearter ved at bruge tonearten G♯-dur til vers, A-dur til foromkvædet og F♯-dur til omkvædet. Det originale stereomix af sangen sætter hastigheden op på sangen, så tonehøjden hæves med et halvt trin. Den synges af Lennon over et stadigt mere kompliceret underliggende arrangement, som indeholder en tambura, spillet af George Harrison, elektrisk sologuitar gennem en Leslie-højttaler, også spillet af Harrison og en modmelodi på Lowrey-orgel spillet af McCartney. Lyden her var tæt på en celeste.

## Indspilning
Indspilningen af "Lucy in the Sky with Diamonds" begyndte med en masse prøver i Studie 2 på Abbey Road den 28. februar 1967 og blev færdiggjort den 2. marts.
Den 28. februar blev der brugt et ubegrænset antal timer på øvning og prøver, før egentlige optagelser kom i stand. Dette kunne synes meget ekstravagant, når man tænker på priserne for studietid. Men EMI optog The Beatles på eget anlæg, og det kunne betragtes som en intern omkostning og ikke noget, der gik fra gruppens royalties. Der blev øvet fra kl. 19.00 til kl. 3.00 om morgenen den 1. marts på "Lucy in the Sky with Diamonds", og det var i så lang tid, at ingen ordentlig og brugbar optagelse blev foretaget. Disse kom først den følgende aften.
Den 1. marts blev der i tidsrummet kl. 19.00 til kl. 2.15 foretaget syv indspilninger, og den syvende blev reduceret til nr. otte og klargjort til overdubbing. Denne dags første opgave var i øvrigt at lægge et nyt piano-spor på Take 6 af A Day in the Life - måske lidt underligt, idet dette nummer allerede var færdig-mixet i både mono- og stereoudgave. Dette nye spor forblev ubrugt.
"Lucy in the Sky with Diamonds" var en af de hurtigste Sgt. Pepper-indspilninger: en aften (1. marts) til rytmespor og den 2. marts mellem kl. 19 og kl. 3.30 til overdubbing, instrumenter og vokal, som blev lagt til Take 8. Elleve mono-mix-udgaver blev lavet, hvor den sidste blev markeret som bedst. De blev dog afvist, og der blev foretaget fire nye mono-mix-udgaver den 3. marts, hvor den bedste blev valgt. Stereo-mix-udgaven blev lavet den 7. april.

## Påstand om skjult reference til LSD
Kort efter udgivelsen af Sgt. Pepper's Lonely Hearts Club Band begyndte rygterne om, at der i sangen - hvor titlen danner akronymet "LSD" (Lucy in the Sky with Diamonds) - henvistes til rusmidlet LSD.
Teksten refererer også sanseoplevelser, der måske kunne minde om en ruspåvirket tilstand, f.eks.:
Picture yourself in a boat on a river
with tangerine trees and marmalade skies.
Somebody calls you, you answer quite slowly
a girl with kaleidoscope eyes.
John Lennon har til stadighed både offentligt og privat afvist disse påstande og holdt sig til, at sangen var inspireret af Julians tegning og titel på den samt "Alice i eventyrland". John Lennon var meget interesseret i surrealismen og hermed også psykedelia, der ifølge ham selv var virkelighed for ham. John Lennon har ellers aldrig holdt sig tilbage med at diskutere sange, der omhandler stoffer.
Det forlyder tillige, at BBC nægtede at afspille sangen fra udgivelsestidspunktet i 1967 på grund af den tilsyneladende reference til narkotika. Dette er dog blevet afvist af flere, bl.a forfatterne Alan Clayson og Spencer Leigh, som skrev i "The Walrus Was Ringo: 101 Beatles Myths Debunked", at BBC aldrig officielt forbød sangen, på trods af selskabets tvivl om emnet. Sangen er blevet spillet mindst én gang på BBC Radio på tidspunktet for Sgt. Pepper-albummets udgivelse, eksempelvis på udsendelsen den 20. maj 1967 i Where It's At med Kenny Everett og Chris Denning som vært. Sangen blev også spillet som en del af BBC Radio-dokumentaren The Beatles Story fra 1972, med Brian Matthew som vært.

## Opkaldt efter sangen
I 1974 blev det ældste menneskelige fossil, Australopithecus, fundet i Etiopien. Fossilet var over tre millioner år gammelt og blev kaldt Lucy, da nummeret blev spillet igen og igen under fejringen af fundet.
Ligeledes er universets største diamant, der måler 4.000 kilometer i diameter og befinder sig i stjernebilledet Kentauren 50 lysår væk, kaldt Lucy. Egentlig er det den type stjerne, der kaldes hvid dværg. 

## Musikere
- John Lennon – forsang, guitar, maracas
- Paul McCartney – sang, Lowrey orgel, bas
- George Harrison – singleguitar, akustisk guitar, tambura
- Ringo Starr – trommer

Ekstra musiker
- George Martin – piano